# Francisco Moreno
Francisco Pascasio Moreno (31. maj 1852, Buenos Aires - 22. november 1919, Buenos Aires) je bil ugledni raziskovalec in akademik v Argentini, kjer ga običajno imenujejo Perito Moreno (perito pomeni 'strokovnjak, specialist'). Perito Moreno je bil zaslužen kot ena najvplivnejših osebnosti v argentinskem združevanju velikih delov Patagonije in njenem nadaljnjem razvoju.

## Življenje in delo
Moreno se je rodil Franciscu in Juani Thwaites Madero v Buenos Airesu. Vzgojen v tradicionalni patricijski družini je študiral v lokalnih župnijskih šolah. Prosti čas si je delil z očetom, ko je iskal artefakte in fosile in pri 14 letih ustvaril domač muzej svojih obsežnih zbirk.
Po diplomi leta 1872 je sodeloval pri ustanovitvi Argentinskega znanstvenega društva. Odpravil se je na prvo iz serije znanstvenih odprav, zaradi katerih je postal dobro znan: raziskava ozemlja Río Negro, večinoma neznane države. Januarja 1876 je prišel do jezera Nahuel Huapi v južnih Andih, 15. februarja 1877 pa je odkril in poimenoval Argentinsko jezero. Raziskoval je tudi številne reke v Patagoniji. 2. marca je odkril in poimenoval goro Fitz Roy po poveljniku odprave HMS ''Beagle''. Domačini so jo imenovali tudi Chalten.
Leta 1880 je Moreno odšel v Francijo, kjer je na sestanku Pariškega društva za antropologijo govoril o dveh prazgodovinskih lobanjah, ki jih je odkril na območju Río Negro. Verjel je, da je ena iz kvartarnega obdobja, druga pa je imela ritualno deformacijo na način, podoben lobanjam ljudstva Ajmara iz Andov in Altiplana.
Tistega leta se je po vrnitvi v Argentino odpravil na drugo večjo odpravo na ozemlje Patagonije. Ujeli so ga domorodni Tehuelči in obsodili na smrt. Pobegnil je 11. marca, en dan pred usmrtitvijo. V tem obdobju je spoznal vodjo Tehuelčev Inacayala, ki je bil do njega gostoljuben. Kasneje je Inacayal vodil odpor proti vladi in se predal šele leta 1884.
V letih 1882–1883 je Moreno raziskoval Ande iz Bolivije proti jugu, v letih 1884–1885 pa je opravil nova raziskovanja ozemlja južno od Río Negro in Patagonije. Imenovan je bil za šefa argentinske raziskovalne komisije južnih ozemelj in člana številnih evropskih znanstvenih društev. Za prispevek k znanosti je Moreno leta 1877 na Narodni univerzi Córdoba dobil Honoris causa – častni doktorat.
Znan je tudi po svoji vlogi pri obrambi argentinskih interesov. Izvedel je natančne raziskave, ki so privedle do pogodbe o meji iz leta 1881 med Čilom in Argentino. V čast temu prispevku je bil po njem poimenovan argentinski ledenik Perito Moreno. Te raziskave in druge so Morenu prinesle obsežno zbirko arheoloških in antropoloških podatkov ter artefaktov, za katere je leta 1877 ustanovil antropološki muzej v Buenos Airesu.

### Direktor muzeja inperito
Leta 1888 je ustanovil Naravoslovni muzej La Plata, najpomembnejši te vrste v Južni Ameriki. Učenjak Jens Andermann je preučil, kako je Morenova zbirka artefaktov v teh dveh muzejih pomagala vzpostaviti argentinsko zgodovino in vladno zahtevo na njenem ozemlju. S temi znanstvenimi in kulturnimi zbirkami je Moreno prispeval k nacionalni mitologiji. Artefakte in materiale je prinesel iz oddaljenih regij, da bi jih v muzeju v prestolnici pregledali, katalogizirali in preučevali. Andermann je zapisal, da so takšni muzeji naravne zgodovine in antropologije »omogočili in upravičili državni nadzor nad naravnimi viri in avtohtonim prebivalstvom Argentine«. Pomagali so tudi pri oblikovanju nacionalnih pripovedi. Moreno je bil prvi direktor Museo de la Plata in ga vodil do leta 1906.
Moreno je kot direktor Naravoslovnega muzeja La Plata leta 1888 odpustil Florentina Ameghina (Argentinski naravoslovec, paleontolog, antropolog in zoolog) in mu celo zavrnil vstop v muzej.
Leta 1902 je bil Moreno imenovan za Perita (tehničnega strokovnjaka ali eksperta), zaradi česar je ovrgel čilske trditve glede kontinentalnega razkola v južnem stožcu. Moreno je dokazal, da so bila številna patagonska jezera, ki se odtekajo v Tihi ocean, del porečja Atlantskega oceana. Med kvartarnimi poledenitvami jih je zajezila morena in spremenila iztočne odtoke na zahod in na čilsko ozemlje.
Leta 1903 je Moreno podaril nekaj zemljišč, ki so mu bila prej dana, da bi ustanovil narodni park Nahuel Huapi. Leta 1911 je bil imenovan za pomočnika direktorja Nacionalnega sveta za šolstvo in je pomagal zagotoviti sredstva za Bernasconijev inštitut, mejnik osnovne šole, zgrajene v Buenos Airesu. Zgrajena je bila na zemljišču, ki ga je Moreno prodal švicarsko-argentinskemu industrialcu Félixu Bernasconiju. Njegovi arheološki in naravoslovni muzeji so bili ustanovljeni delno z njegovimi obsežnimi zbirkami artefaktov.
Leta 1912 je ustanovil taborništvo in vodništvo v Argentini, argentinsko združenje skavtov in se pridružil nekdanjemu ameriškemu predsedniku Theodoru Rooseveltu na turneji po Patagoniji. Po uradni upokojitvi je še naprej nadzoroval muzej La Plata.
V poznejših letih v času prve svetovne vojne, se je Moreno odzval na politična dogajanja v Južni Ameriki, tako da se je tik pred smrtjo leta 1919 pridružil reakcionarni Argentinski domovinski ligi. Moreno je bil prvič pokopan v grobnici pokopališča La Recoleta. Leta 1944 so bili njegovi posmrtni ostanki preneseni in odneseni na otok Centinela v jezeru Nahuel Huapi.
V njegovo čast je poimenovana vrsta argentinskega kuščarja Liolaemus morenoi.

## Galerija
|  |  |  |